# 墓山古墳
墓山古墳（はかやまこふん）は、大阪府羽曳野市白鳥にある前方後円墳。古市古墳群（世界文化遺産）を構成する古墳の1つ。
宮内庁により応神天皇惠我藻伏崗陵の陪冢に治定されている。また、1975年（昭和50年）2月22日に国の史跡に指定されている。

## 概要
古市古墳群のほぼ中央、誉田御廟山古墳の南西に位置する。全長約225メートル、後円部径約135メートル、高さ約20.7メートル、前方部幅約153メートル、高さ19.3mメートル、古市古墳群では5番目の大きさである。墳丘は三段築成で、葺石と埴輪が確認される。くびれ部の両側には造り出しがあり、周囲に幅約15メートルの濠と幅約37メートルの堤をめぐらしている。
後円部頂には亀甲紋を陰刻した竜山石製の長持形石棺の蓋石が露出していたことが報告され、周辺から出土したと伝えられる滑石製勾玉や形象埴輪が宮内庁に保管されている。出土した埴輪や石棺の特徴から、5世紀前半の築造と考えられる。

## 陪塚群

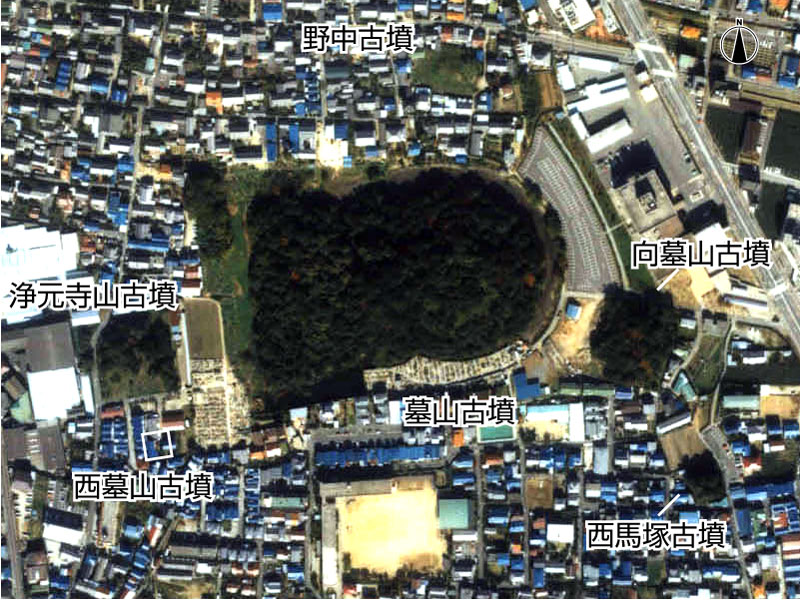

周囲には陪墳と見られる5つの方墳（野中古墳、向墓山古墳、浄元寺山古墳、西墓山古墳、西馬塚古墳）が存在している。このうち現在は消滅した1辺18メートルの方墳である西墓山古墳の跡からは、発掘調査の結果大量の鉄器（刀剣200点、農耕具2000点以上）が出土している。人体の埋葬施設は確認できず、副葬品のための陪塚とみられている。
なお、西馬塚古墳は『古事記』に登場する、自分の馬と交換してもらった馬が翌日埴輪の馬になっていたという話の舞台とされる。

## その他
墓山古墳の南側周濠は後世に外堤を削って埋め立てられ、現在は墓地になっている。この墓地の一角に、桃井春蔵の墓がある。